# Strobilanthes laxa
Strobilanthes laxa är en akantusväxtart som beskrevs av T. Anders.. Strobilanthes laxa ingår i släktet Strobilanthes och familjen akantusväxter. Inga underarter finns listade i Catalogue of Life.